# Giovanni Battista Casanova

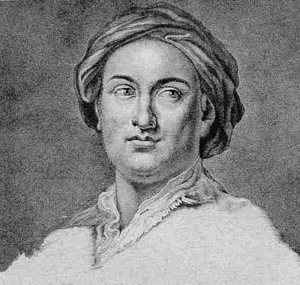
Giovanni Battista Casanova. Grabado por Christian Friedrich Boetius

Giovanni Battista Casanova (Venecia, 2 de noviembre de 1730 - 8 de diciembre de 1795) fue un pintor y grabador del Periodo neoclásico. Era hermano del famoso Giacomo Casanova y de Francesco Giuseppe Casanova. Estudió pintura con Israel Silvestre y Christian Wilhelm Ernst Dietrich en Dresde, y en 1752 se marchó a Roma, donde, bajo la tutela de Anton Raphael Mengs, se convirtió en un maestro del lápiz y las ceras. Entre sus obras se encuentran las placas del  libro  Monumentos antiguos inéditos  de Joachim Winckelmann.